# Saab 32 Lansen
A Saab 32 Lansen (Lansen = lándzsa) kétüléses gázturbinás sugárhajtású csatarepülőgép volt, melyet a svéd Saab cég gyártott 1955-től 1960-ig a Svéd Légierő (Flygvapnet) számára. A gépet hosszú szolgálati ideje alatt vadászgépként felderítőként, elektronikus felderítőként és célpont-vontatóként is használták.

## Tervezés és fejlesztés
A Saab vállalat 1948-ban hozzákezdett egy gázturbinás sugárhajtású csatarepülőgép fejlesztésére az 1940-ben szolgálatba állított elavult csatarepülőgépek és éjszakai vadászgépek, a Saab 18, a Saab 21, Saab 21R és a J 30 (De Havilland Mosquito) felváltására. A terv jelölése kezdetben P1150 volt. A Svéd Légierő követelményei igen szigorúak voltak: a repülőgépnek támadnia kellett tudnia mindenütt a mintegy 2000 km hosszú svéd tengerpart mentén egy órányira egy központi repülőtérről indulva. Erre képesnek kellett lennie bármilyen időjárás esetén, éjjel és nappal. Különleges figyelmet fordítottak arra, hogy integrálják az elektronikát és a fegyverrendszert, hogy a mai fegyverrendszerekhez hasonló támadó repülőgép szülessen meg. A repülőgép fegyverzete négy 20 mm-es gépágyúból, rakétákból bombákból és/vagy hajók ellen bevethető új RB 04 típusú rakétákból állt volna.
A tervező csoport áramvonalas tiszta vonalvezetésű sárkányt tervezett, melybe licencben gyártott Rolls-Royce Avon 100 hajtóművet kívántak beépíteni. Egyedülálló módon a nyilazott szárny tervezése a számítógépes technika felhasználásának egyik korai példája volt. A 35°-os nyilazottságú szárnya felére kicsinyített változatát kipróbálás céljából egy Saab 91 Safir gyakorló repülőgépbe építették be. Az első tervek szerint a szárny Fowler fékszárnyat és orrsegédszárnyat kapott volna. Az orrsegédszárnyat elhagyták, mert a próbák megmutatták, hogy szükségtelen, és többé nem jelent meg a sorozatban gyártott példányokon. Néhány prototípust a próbákhoz felépítettek, majd a sorozatgyártás Saab J 32 Lansen típusjelzés alatt indult meg 1953-ban (a J vadászgépet "jakt" jelent). Külön gyakorló változat nem készült, de néhány Lansenbe a radarkezelő hátsó üléséhez is beépítettek kormányszerveket.

## Szolgálatban
Az A 32A hadrendbe állításakor felváltotta az utolsó dugattyús motoros bombázót a Saab B18-at. Röviddel ezután egy sorozatgyártású J 32 1953. október 25-én zuhanásban elérte a hangsebességet. A J 32 négy 30 mm-es ADEN gépágyúval volt felfegyverezve, az A 32 (az "A" jelentése attack vagyis csatarepülő) négy 20 mm-es Bofors m/49 gépágyúval és az RB 04 hajók ellen bevethető rakétával, mely az egyik első ilyen fegyver volt nyugaton. A repülőgép alapvető feladata volt, hogy elhárítson bármilyen szovjet inváziót, melyet Svédország hosszú partvonal ellen intéztek volna.
Az A 32A egyik tervezett felhasználása nukleáris vagy vegyi fegyverek célba juttatása volt. Svédországnak komoly nukleáris fegyver programja volt az 1950-es és 1960-as években, de végül fegyverek soha nem készültek. Az A 32 Lansen volt az utolsó svéd csatarepülő. A hidegháború egész ideje alatt szolgálatban volt, a svéd pilóták szerették jó repülő tulajdonságai miatt. Az újabb típusokkal fokozatosan cserélték ki, az utolsó gépeket az 1990-es években vonták ki. Az utolsó még üzemben tartott példányokat kizárólag nagy magasságban végzett levegő mintavételezésre használta a Svéd Sugárbiztonsági Intézet. Az egyik ilyen gép vulkáni hamut gyűjtött 2010 áprilisában és májusában.

## Változatok

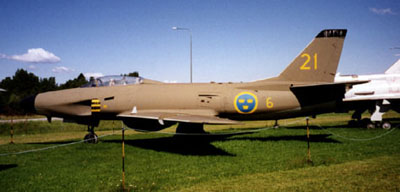
Egy Saab 32 Lansen a svéd légügyi múzeumban Linköpingben

A 32A
Földi és tengeri célpontokat támadó repülőgép. 287 példányt gyártottak 1955 és 1957 között, 1978-ban vonták ki. Négy 20 mm Bofors gépágyú (licencben gyártott Hispano-Suiza Mk V gépágyú) volt az orrba építve és két SAAB 304 rakétát vagy nem irányított rakétákat tudott vinni.
J 32B
Éjszakai vadász változat eredetileg csak rossz időre tervezték. Két prototípus és 118 darabos sorozat készült belőle 1958 és 1960 között, 1973-ban vonták ki a szolgálatból. Négy 30 mm ADEN gépágyú, Rb 24 rakéták (AIM-9 Sidewinder licenc) és nem irányított rakéták. A hajtóműve az erősebb Svenska Flygmotor RM 6A (Rolls-Royce Avon Mk 47A) motor volt.
S 32C
Speciális tengerészeti és felderítő változat, melyet az A 32A-ból fejlesztettek ki. 45 gép épült ebből a típusból 1958 és 1959 között, 1978-ig volt szolgálatban. PS-432/A növelt hatótávú radarral és négy kamerával volt felszerelve: két SKa 17-el és két SKa 18-cal.
J 32D
Célvontató változat. Hat J 32B-t alakítottak át erre a típusra, 1997-ben vonták ki.
J 32E
Rádióelektronikus zavarásra és annak oktatására szolgáló változat. Tizennégy J 32B-t alakítottak át ilyen célra, 1997-ben szerelték le. G 24 típusú zavaróberendezéssel szerelték fel, melyet földi és hajóradarok zavarására használtak. A légi radarok zavarására Adrian berendezést használtak. Svéd adományként került egy J32 E változatú gép a szolnoki repülőmúzeumba.
J 32AD
Terv áthidaló vadászrepülőgép változatra a J 29 Tunnan és J 35 Draken közé. A "D" (dag) nappali vadászt jelentett. A gép könnyebb volt, radar nélkül tervezték négy 20 mm-es és egy 30 mm-es gépágyúval a gép orrában. Nem készült egyetlen példány sem, helyette 120 Hawker Huntert vásároltak.
J 32U
Tervezett vadász verzió 1954-ben (az "U" jelentése utveckling, vagyis fejlesztés) a J 32B-nél sokkal jobb teljesítményadatokkal. A gépe erősebb Rolls-Royce RA 19R motorral és áttervezett szárnnyal épült volna.

## Műszaki adatok (J 32B)[4]
- Személyzet: 2 fő

### Méretek
- Fesztáv: 13,0 m
- Hossz: 14,94 m
- Magasság: 4,65 m
- Szárnyfelület: 37,4 m²

### Tömeg
- Üres tömeg: 7500 kg
- Legnagyobb felszálló tömeg: 13 500 kg

### Hajtómű
- 1 x Svenska Flygmotor RM 6A gázturbinás sugárhajtómű
- Tolóerő: 47,0 kN, utánégetővel 65,3 kN

### Teljesítményadatok
- Legnagyobb sebesség: 1200 km/h
- Csúcsmagasság: 15 000 m
- Hatótáv: 2000 km
- Emelkedési sebesség: 100 m/s

### Fegyverzet
- 4 × 30 mm ADEN gépágyú 90 lőszer ágyúnként
- 4 × AIM-9 Sidewinder (Rb 24) légiharc rakéta
- 4 × 75 mm légiharc rakéta

## Fordítás
- Ez a szócikk részben vagy egészben  a   Saab 32 Lansen című angol Wikipédia-szócikk ezen változatának fordításán alapul.  Az eredeti cikk szerkesztőit annak laptörténete sorolja fel. Ez a jelzés csupán a megfogalmazás eredetét és a szerzői jogokat jelzi, nem szolgál a cikkben szereplő információk forrásmegjelöléseként.

## Külső hivatkozások
- A 32 honlap